# Renate Reinsve

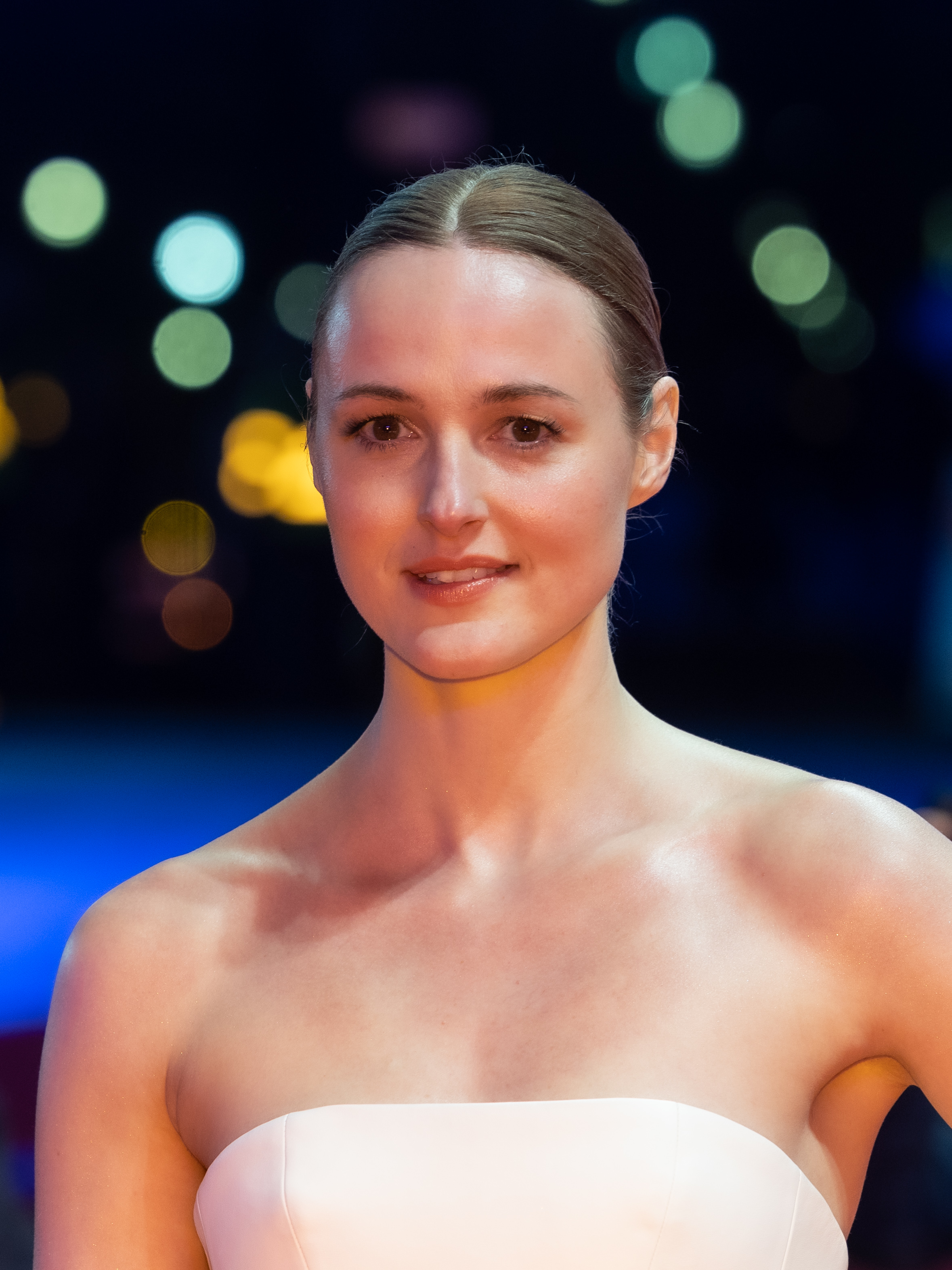
Renate Reinsve bei der Premiere von Another End im Februar 2024 bei der Berlinale

Renate Hansen Reinsve (* 24. November 1987 in Solbergelva, Nedre Eiker) ist eine norwegische Schauspielerin.

## Leben
Renate Reinsve studierte von 2009 bis 2013 Schauspiel an der zur Kunsthochschule Oslo gehörenden Norwegischen Nationalen Theaterakademie (Statens teaterhøgskole). Nach Abschluss ihrer Ausbildung begann sie ihre Karriere am Trøndelag Teater in Trondheim, wo sie 2013 in Peer Gynt debütierte. Für ihre Darstellung der Lehrerin in Der Besuch der alten Dame von Friedrich Dürrenmatt wurde sie 2014 mit dem Theaterpreis Heddaprisen für die beste weibliche Nebenrolle ausgezeichnet. 2015 war sie für ihre Darstellung der Maja Rubek in Ibsens Wenn wir Toten erwachen erneut für den Heddaprisen für die beste weibliche Nebenrolle nominiert und stand unter anderem als Ophelia in Hamlet am Trøndelag Teater auf der Bühne. Im selben Jahr war sie im Horrorfilm Villmark Asylum – Schreie aus dem Jenseits als Synne zu sehen.
2016 wechselte sie ans Det Norske Teatret in Oslo, wo sie beispielsweise als Frøya in einer Bühnenfassung der Edda und 2018 als Ismene in Antigone von Sophokles auf der Bühne stand. Ebenfalls 2016 wurde sie für ihre Rolle der Line in der Tragikomödie Welcome to Norway von Rune Denstad Langlo für den Filmpreis Amanda in der Kategorie Beste weibliche Nebenrolle nominiert. Im Kinderfilm Knerten und das große Weihnachtsabenteuer (2017) von Andreas J. Riiser mit Filip Mathias Eide als Lillebror spielte sie dessen Mutter. 2018 gehörte sie in der NRK1-Fernsehserie Almost Grown Up als Siri zur Hauptbesetzung.
In dem bei den Internationalen Filmfestspielen von Cannes 2021 im Wettbewerb um die Goldene Palme uraufgeführten Spielfilm Der schlimmste Mensch der Welt von Joachim Trier übernahm sie an der Seite von Anders Danielsen Lie und Herbert Nordrum die weibliche Hauptrolle der Julie. Dies brachte ihr den Darstellerpreis des Festivals ein. Zuvor hatte sie 2011 im bei den 64. Filmfestspielen von Cannes in der Reihe Un Certain Regard uraufgeführten zweiten Teil Oslo, 31. August von Triers „Oslo-Trilogie“ als Renate eine Nebenrolle. In der deutschsprachigen Fassung wurde sie von Anne Düe synchronisiert.
Im Jahr 2022 wurde sie in die Academy of Motion Picture Arts and Sciences (AMPAS) berufen, die alljährlich die Oscars vergibt.
Mit A Different Man und Another End war Reinsve mit zwei Filmen im Wettbewerb um den Goldenen Bären bei der Berlinale 2024 vertreten. In der Miniserie Aus Mangel an Beweisen (2024) von Apple TV+, einem Remake des gleichnamigen Filmes aus dem Jahr 1990, übernahm sie die Rolle der Carolyn Polhemus.

## Filmografie (Auswahl)
- 2011: Oslo, 31. August
- 2012: Kompani Orheim
- 2015: Kvinner i for store herreskjorter
- 2015: Skyggene av byen – Pilot (Kurzfilm)
- 2015: Mysteriet på Sommerbåten (Fernsehserie)
- 2015: Villmark Asylum – Schreie aus dem Jenseits (Villmark 2)
- 2015: Jung & vielversprechend (Unge lovende, Fernsehserie, Episode 1x01)
- 2016: Welcome to Norway
- 2017: Små, søte kaker (Kurzfilm)
- 2017: Knerten und das große Weihnachtsabenteuer (Ekspedisjon Knerten)
- 2017–2019: Best Før (Fernsehserie, 23 Episoden)
- 2018: Almost Grown Up (Nesten voksen, Fernsehserie, 3 Episoden)
- 2018: Roeng (Fernsehserie, 10 Episoden)
- 2018: De Hensynsløse (Kurzfilm)
- 2018: Phoenix (Føniks)
- 2018–2021: Hvite gutter (Fernsehserie, 13 Episoden)
- 2020: The Affected (Kurzfilm)
- 2021: Der schlimmste Mensch der Welt (Verdens verste menneske)
- 2022: Ida rettet die Welt (Ida tar ansvar, Fernsehserie Episode 1x07)
- 2024: Håndtering av udøde
- 2024: A Different Man
- 2024: Another End
- 2024: Aus Mangel an Beweisen (Presumed Innocent, Miniserie)
- 2024: Armand
- 2025: Sentimental Value

## Auszeichnungen und Nominierungen
Amanda-Filmpreis
- 2016: Nominierung in der Kategorie Beste weibliche Nebenrolle für Welcome to Norway (Line)[1][8]
- 2022: Auszeichnung in der Kategorie Beste Hauptdarstellerin für Der schlimmste Mensch der Welt[16]
- 2025: Nominierung in der Kategorie Beste Hauptrolle für Armand

British Academy Film Awards
- 2022: Nominierung in der Kategorie Beste Hauptdarstellerin für Der schlimmste Mensch der Welt

Europäischer Filmpreis
- 2021: Nominierung in der Kategorie Beste Darstellerin für Der schlimmste Mensch der Welt[17]
- 2024: Nominierung in der Kategorie Beste Darstellerin für Elternabend[18]

Heddaprisen (Theaterpreis)
- 2014:  Auszeichnung für Der Besuch der alten Dame (Lehrerin) für die beste weibliche Nebenrolle am Trøndelag Teater[3]
- 2015: Nominierung für Wenn wir Toten erwachen (Maja Rubek) für die beste weibliche Nebenrolle am Trøndelag Teater[4]

Internationale Filmfestspiele von Cannes
- 2021: Auszeichnung als beste Darstellerin für Der schlimmste Mensch der Welt

London Critics’ Circle Film Award
- 2021: Nominierung als Beste Hauptdarstellerin für Der schlimmste Mensch der Welt[19]

Online Film Critics Society Awards
- 2021: Nominierung als Beste Hauptdarstellerin für Der schlimmste Mensch der Welt[20]

Satellite Awards
- 2021: Nominierung in der Kategorie Beste Hauptdarstellerin – Komödie oder Musical für Der schlimmste Mensch der Welt[21]